# Elbert Root
Elbert Root (Estados Unidos, 20 de julio de 1915-15 de julio de 1983) fue un clavadista o saltador de trampolín estadounidense especializado en plataforma de 10 metros, donde consiguió ser subcampeón olímpico en 1936.

## Carrera deportiva
En los Juegos Olímpicos de 1936 celebrados en Berlín (Alemania) ganó la medalla de plata en los saltos desde la plataforma de 10 metros, con una puntuación de 110 puntos, tras su compatriota Marshall Wayne (oro con 113 puntos) y por delante del alemán Hermann Stork.